# Каллас, Айно
А́йно Ю́лия Мари́я Ка́ллас, урождённая Крон (фин. Aino Julia Maria Kallas, Krohn, 2 августа 1878, Киискиля, Выборгская губерния — 9 марта 1956, Хельсинки) — финская писательница, писавшая стихи, новеллы, романы и пьесы.

## Биография

### Детство и юность
Айно Каллас родилась в усадьбе Киискиля (ныне Подберезье) недалеко от Выборга, которая принадлежала знатной выборгской семье Крон. Её отцом был писатель и фольклорист Юлиус Крон, мать, Мария Линдроос, была директором Финской школы для девочек. Братья Айно Каарле и Ильмари также стали известными в Финляндии учёными. В усадьбе Кийскиля Айно провела свои детские годы. Образование и воспитание получила в аристократической среде в Гельсингфорсе.
Творческий путь Айно начала в шестнадцать лет. В фокусе её интересов часто оказывались вопросы о корнях человека. Круг этих интересов выразился в сборниках «Песни и баллады» и «Кирсти», а также в повести «Катинька Рабе», посвящённом детству писательницы. Прообразом Катиньки Рабе является сама Айно Каллас. Местом действия является родительское имение под Выборгом. Айно считала, что многое в ней определило детство, и с почтением относилась ко всему, что с ним связано, впоследствии она неоднократно посещала родные места.

### Замужество и жизнь в Эстонии
В 1900 году Каллас вышла замуж за будущего эстонского дипломата, доктора Филиппа Оскара Калласа (1868—1946). В браке родилось пятеро детей: Вирве, Лайне, Сулев, Хиллар и умерший во младенчестве Лембит. Сначала семья жила в Петербурге, затем, в 1904 году, переехала в Дерпт (ныне Тарту, Эстония). Айно Каллас очень увлеклась историей и культурой Эстонии, тесно сотрудничала с эстонской национальной литературно-прогрессивной группировкой «Молодая Эстония» (эст. Noor Eesti), выступавшей за создание национального эстонского государства.
Новеллы, написанные Каллас в этот период, проникнуты эстонской национальной идеей. Наибольшую известность получил сборник новелл «За морем» (1904—1905), состоявший из двух частей. За этим сборником последовала новелла «Антс Раудъялг», в которой писательница с реалистической точностью описывает социальное положение в Эстонии того времени и тяжёлое положение эстонского народа, находившегося под гнётом остзейско-немецких баронов и российских властей.

### Роман с Эйно Лейно
Поворотный момент в творчестве Айно Каллас ознаменовал сборник новелл «Город уплывающих кораблей» (1913). Это произведение написано под влиянием символизма и полно мифических образов. В этот период в жизни Каллас случилось много потрясений, прежде всего — встреча с поэтом Эйно Лейно в 1915 году. Возвратившийся из Италии Лейно, покоритель женских сердец с псевдонимом «печальный», уже устал от богемной жизни. Она успела наложить неизгладимый след на облик писателя, познавшего разочарования и горечь поражений. Первая встреча не вызвала взаимного интереса, однако спустя некоторое время они встретились снова. С первых дней их отношения носили отпечаток трагедии. Айно самоотверженно пыталась помочь поэту вернуть творческие силы и веру в будущее, былое романтическое настроение в литературе и в жизни. Она стремилась делать всё, чтобы вернуть Финляндии её поэта, чьё творчество оказывало на её культуру огромное влияние. В течение 1916—1919 годов Айно разрывала своё сердце между благополучным мужем и страдающим поэтом. Однако угрозы самоубийства мужа и страх Айно за судьбу своих детей стали непреодолимой преградой любви.
Безысходность отношений легли в основу дальнейших произведений как Лейно, так и Каллас. Лейно описал тяжёлое для них обоих время в сборнике «Песни герцога Юхана и Катарины Ягеллоники», а Айно взяла имя главной героини псевдонимом для биографической повести «Катинька Рабе». Она выпустила сборник новелл «Чужая кровь», главной темой которого является любовь, непобедимая сила которой либо преодолевает все преграды, либо находит выход в смерти. Любовь в понимании писательницы — рок, судьба, сила, не подчиняющаяся разуму; любовь определяет поведение человека. Каллас писала о том, что сама пережила. О своей трагической любви с Эйно Лейно она рассказала в своих дневниках лишь в 1950 году, незадолго до смерти.

### Лондонский период
В 1920-е годы супруг Айно Оскар Каллас стал послом Эстонской республики в Великобритании, поэтому последующие двенадцать лет писательница жила в Лондоне. Тем не менее, на лето Каллас уединялась от напряжённой и суетливой лондонской жизни на небольшом островке у берегов острова Хийумаа, где черпала вдохновение для своего творчества. Романы, созданные Каллас в этот период, — «Барбара фон Тизенхузен», «Пастор из Рейги», «Невеста волка» — написаны в архаичном стиле и проникнуты мотивами эстонских и ливских легенд. В этих произведениях отражена страстная, безумная любовь, приносящая счастье, но в то же время ведущая к смерти.

### Последние годы
В последующие годы Каллас пишет пьесы, такие как «Мари и её сын» и «Вирсавия на острове Сааремаа», по которым композитор Тауно Пюлккянен сочинил оперы. После советской оккупации Эстонии семья бежит в Швецию, где Оскар Каллас вскоре умирает. В 1944—1953 годах Айно Каллас жила в Стокгольме; за эти годы она опубликовала шесть томов дневников и мемуаров. В 1953 году она вернулась в родную Финляндию, где и умерла спустя три года.
Зимой 2007 года в архиве издательства Otava была найдена переписка Каллас с эссеистом и критиком Анной-Марией Талльгрен, насчитывающая почти сто писем. Эту переписку опубликовала Силья Вуорикуру весной 2008 года под названием «Искусство жизни». Вуорикуру написала диссертацию об Айно Каллас, собрав большое количество ранее не опубликованных материалов, связанных с писательницей, в том числе утраченную рукопись «Вирсавии» из Эстонского литературного музея.

## Избранные произведения
- Lauluja ja ballaadeja, 1897 (под псевдонимом Айно Суонио)
- Kuloa ja kevättä, 1899 (под псевдонимом Айно Суонио)
- Kirsti, 1902
- Meren takaa 1., 1904
- Meren takaa 2., 1905
- Ants Raudjalg, 1907
- Lähtevien laivojen kaupunki, 1913
- Seitsemän: Titanic-novelleja, 1914
- Suljettu puutarha,1915
- Musta raita, 1919
- Katinka Rabe, 1920
- Barbara von Tisenhusen, 1923
- Reigin pappi, 1926
- Langatonta sähköä, pieniä kirjeitä Lontoosta, 1928
- Sudenmorsian, 1928
- Novelleja, 1928
- Pyhän joen kosto, 1930
- Bathseba Saarenmaalla, 1932
- Mare ja hänen poikansa, 1935
- Talonpojan kunnia, 1936
- Valitut teokset 1-3, 1938
- Kuoleman joutsen 1942
- Kuun silta, 1943
- Löytöretkillä Lontoossa, 1944
- Polttoroviolla, 1945
- Kanssavaeltajia ja ohikulkijoita 1-3, 1945—1947
- Seitsemän neitsyttä, 1948
- Virvatulia, 1949
- Rakkauden vangit, 1951
- Päiväkirja vuosilta 1897—1906, 1952
- Päiväkirja vuosilta 1907—1915, 1953
- Päiväkirja vuosilta 1916—1921, 1954
- Valitut teokset, 1954
- Päiväkirja vuosilta 1922—1926, 1955
- Päiväkirja vuosilta 1927—1931, 1956
- Vaeltava vieraskirja vuosilta 1946—1956, 1957
- Elämäni päiväkirjat 1-2, 1978
- Elämisen taiteesta. Aino Kallaksen ja Anna-Maria Tallgrenin kirjeenvaihtoa, toim. Silja Vuorikuru, Otava, 2008